# Heliconius immarginata
Heliconius immarginata är en fjärilsart som beskrevs av Heinrich Neustetter 1938. Heliconius immarginata ingår i släktet Heliconius och familjen praktfjärilar. Inga underarter finns listade i Catalogue of Life.